# جکسون (فیلم ۲۰۰۸)
«جکسون» (انگلیسی: Jackson (2008 film)) فیلمی در ژانر کمدی-درام و موزیکال به کارگردانی جاناتان فردریک لتن است که در سال ۲۰۰۸ منتشر شد. از بازیگران آن می‌توان به بری پریموس، چارلز رابینسون، استیو گوتنبرگ، و دبرا جو روپ اشاره کرد.